# Bennien
Bennien ist ein Ortsteil der Stadt Melle im Landkreis Osnabrück in Niedersachsen. Der Ort bildete bis 1970 eine Gemeinde im damaligen Landkreis Melle und gehört heute zum Meller Stadtteil Bruchmühlen.

## Geographie
Das eigentliche Bennien ist ein kleines Dorf an der Spenger Straße. Der Bevölkerungsschwerpunkt des Ortsteils ist jedoch der Ort Bruchmühlen am nördlichen Rand des Ortsteils, der nach dem Gut Bruchmühlen benannt ist. Eine eigene Gemeinde oder Bauerschaft mit dem Namen Bruchmühlen hat es nie gegeben. Vom nördlichen Nachbarortsteil Düingdorf, in dem auch ein Teil von Bruchmühlen liegt, wird Bennien durch die Else getrennt. Im Nordosten bildet die Alte Else die Grenze zur nordrhein-westfälischen Gemeinde Rödinghausen im Kreis Herford. Der Mühlenbach durchfließt den Ortsteil Bennien von Süden nach Norden.

## Geschichte
Die Bauerschaft Bennien gehörte bis zu den Napoleonischen Kriegen zum Amt Grönenberg des Hochstifts Osnabrück. Von 1807 bis 1810 gehörte Bennien zum Kanton Neuenkirchen des napoleonischen Satellitenstaats Königreich Westphalen. Von 1811 bis 1813 gehörte der Ort unmittelbar zu Frankreich und dort zur Mairie Riemsloh im Arrondissement Osnabrück des Departements der Oberen Ems. 1814 kam Bennien zum Königreich Hannover und bildete dort eine Gemeinde im Amt Grönenberg. 1867 fiel Bennien mit dem gesamten Königreich Hannover an Preußen und seit 1885 gehörte die Gemeinde zum Landkreis Melle. Innerhalb des Landkreises Melle gehörte die Gemeinde zur Samtgemeinde Riemsloh-Hoyel. Im 20. Jahrhundert entwickelte sich im Norden des Ortsteils der Ort Bruchmühlen, benennt nach dem dort liegenden Gut Bruchmühlen. Am 1. Januar 1970 wurde die Gemeinde Bennien in der ersten Phase der Gebietsreform in Niedersachsen Teil der neuen Gemeinde Riemsloh, die alle Mitgliedsgemeinden der aufgelösten Samtgemeinde Riemsloh-Hoyel umfasste. Die Gemeinde Riemsloh wiederum wurde am 1. Juli 1972 Teil der Stadt Melle. In der Stadt Melle wurde Bennien dem Stadtteil Bruchmühlen zugeordnet.

## Einwohnerentwicklung
| Jahr | Einwohner | Quelle |
| ---- | --------- | ------ |
| 1845 | 0670      | [ 2 ]  |
| 1871 | 0642      | [ 3 ]  |
| 1910 | 0669      | [ 4 ]  |
| 1939 | 0877      | [ 5 ]  |
| 1950 | 1249      | [ 6 ]  |
| 1961 | 1364      | [ 6 ]  |

## Religion
Der Ortsteil gehört zur evangelischen Kirchengemeinde Bennien mit der Waldkirche St. Lukas in Bruchmühlen.

## Bau- und Naturdenkmale
In Bennien sind mehrere Bauwerke denkmalgeschützt:
- Das Herrenhaus des Guts Bruchmühlen
- Ein Speichergebäude des Hofs Eppmann am Sandhorstweg 65
- Ein Hofgebäude des Hofs Meier an der Spenger Straße 67

## Öffentliche Einrichtungen
Im Ortsteil Bennien ist die Ortsfeuerwehr Bruchmühlen mit einem Feuerwehrhaus an der Bennier Straße ansässig.

## Wirtschaft
Beiderseits der Spenger Straße in Bruchmühlen erstreckt sich ein größeres Industrie- und Gewerbegebiet; unter anderem mit einem Werk von Nolte Küchen.

## Persönlichkeiten
- Heinrich Bödeker (1853–1907), Hauptlehrer und Mitglied der lübeckischen Bürgerschaft